# Omoa
Omoa – gmina (municipio) w północnym Hondurasie, w departamencie Cortés. W 2010 roku zamieszkana była przez ok. 40,4 tys. mieszkańców. Siedzibą administracyjną jest miasto Omoa.

## Położenie
Gmina położona jest w północnej części departamentu. Od północy obszar jednostki ogranicza Morze Karaibskie, od zachodu sąsiaduje z Gwatemalą, dodatkowo graniczy z 4 gminami:
- Puerto Cortés od wschodu,
- Choloma, San Pedro Sula i Quimistán od południa.

## Miejscowości
Według Narodowego Instytutu Statystycznego Hondurasu na terenie gminy położone były następujące miasteczka i wsie:

- Omoa
- Barbas Cheles
- Barra de Cuyamel
- Barra del Motagua
- Corinto
- Cortesito
- Cuyamel
- Cuyamelito
- Chachaguala
- Chivana
- El Paraíso
- La Camisa
- Los Laureles
- Masca
- Milla Cuatro
- Milla Tres
- Muchilena
- Nuevo Tulián
- Potrerillos
- Pueblo Nuevo
- Río Coto
- Río Chiquito
- San Carlos
- San José de Jalisco
- Suyapa oGarcía
- Tulian Campo
- Tegucigalpita
- Veracruz

## Demografia
Według danych honduraskiego Narodowego Instytutu Statystycznego na rok 2010 struktura wiekowa i płciowa ludności w gminie przedstawiała się następująco:
| Wiek      | 0–3   | 4–6   | 7–12  | 13–17 | 18–24 | 25–64  | 65+   | razem  |
| Omoa      | 3 960 | 3 415 | 7 302 | 4 499 | 3 399 | 15 936 | 1 842 | 40 354 |
| Mężczyźni | 2 010 | 1 656 | 3 607 | 2 306 | 1 706 | 7 420  | 944   | 19 649 |
| Kobiety   | 1 951 | 1 759 | 3 695 | 2 192 | 1 693 | 8 517  | 898   | 20 705 |